# Solito (Aruba)
Solito – miejscowość (plaats) w strefie Companashi/Solito, w regionie Oranjestad-West w północno-zachodniej części kraju autonomicznego Aruba, należącego do Holandii, w Ameryce Południowej.